# ジムランド
株式会社ジムランド（英称：JIMLAND CO.,LTD.）は、かつて熊本県熊本市に本店を置き、熊本市と八代市に店舗を展開していた文房具チェーン。現在は八代店のみが営業中。

## 沿革
- 1997年 - 株式会社ジムランドを設立。益城空港店を開店。
- 2005年 - 熊本市田迎の旧浜線沿いに、はません店を開店[1]。
- 2006年6月2日 - 熊本市下通アーケード内に下通り店を開店。
- 2010年11月1日 - ポイントカード制度（年間パスポート）を開始。
- 2012年10月14日 - 宇土店を閉店[2]。
- 2012年11月16日 - 下通り店を下通アーケード内から銀座通りに移転[3]。
- 2013年1月10日 - 益城空港店を閉店[4]。
- 2014年10月31日 - 下通り店を閉店[1]。
- 2015年6月5日 - はません店を閉店[1]。
- 2015年10月31日 - 下南部店を閉店[5]。
- 2015年12月25日 - 上熊本店を閉店[1][6]。
- ジムランド
  - 八代店（八代市大村町）

### かつて存在した店舗
- 宇土店（宇土市善道寺町、宇土シティモール前）
- 益城空港店（上益城郡益城町大字広崎、益城熊本空港ICそば）
- 下通り店（熊本市中央区下通）
- はません店（熊本市南区田迎、旧浜線沿い）
- 下南部店（熊本市東区下南部）
- 上熊本店（熊本市西区花園）

## 提供番組
- FMKエフエム熊本
  - 「萬屋 傳兵衛」（よろずやでんべえ）毎週月曜日15:30 - 15:55